# Европско првенство у атлетици за млађе сениоре 2013 — 110 метара препоне за мушкарце
Такмичење у трци на 110 метара са препонама у мушкој конкуренцији на 9. Европском првенству у атлетици за млађе сениоре 2013. у Тампереу одржано је 12. и 13. јула.
Титулу освојену у Острави 2011, није бранио Сергеј Шубенков из Русије јер је прешао у сениоре.

## Земље учеснице
Учествовала су 16 такмичара из 15 земаља.
1. Белгија (1)
2. Белорусија (1)
3. Италија (1)
4. Кипар (1)
5. Немачка (2)
6. Норвешка (1)
7. Португалија (1)
8. Русија (1)
9. Србија (1)
10. Уједињено Краљевство (1)
11. Финска (1)
12. Француска (1)
13. Холандија (1)
14. Чешка (1)
15. Шпанија (1)

## Освајачи медаља
|                         |                       |                         |
| Симон Краус · Француска | Коен Смет · Холандија | Грегор Трабер · Немачка |

## Сатница
| Датум         | Резултат | Коло          |
| ------------- | -------- | ------------- |
| 12. јул 2013. | 12:10    | Квалификације |
| 13. јул 2013. | 20:40    | Финале        |

## Резултати

### Квалификације
Такмичење је одржано 12. јула 2013. године. У полуфинале су се квалификовала прва 3 такмичара из 2 групе (КВ) и 2 према оствареном резултату (кв).
Почетак такмичења: група 1 у 12:10, група 2 у 12:18.
Ветар: група 1 -2,7 м/с, група 2 -1,1 м/с.
| Место | Група | Стаза | Атлетичар          | Земља                | Резултат | Белешка |
| ----- | ----- | ----- | ------------------ | -------------------- | -------- | ------- |
| 1.    | 2     | 7     | Александр Лињик    | Белорусија           | 13,76    | КВ, ЛР  |
| 2.    | 1     | 7     | Симон Краус        | Француска            | 13,78    | КВ      |
| 3.    | 1     | 4     | Грегор Трабер      | Немачка              | 13,81    | КВ      |
| 4.    | 1     | 8     | Дарио Де Боргер    | Белгија              | 13,85    | КВ      |
| 5.    | 2     | 4     | Коен Смет          | Холандија            | 13.86    | КВ      |
| 6.    | 1     | 5     | Владимир Вукичевић | Норвешка             | 13,89    | кв      |
| 7.    | 2     | 3     | Милан Трајковић    | Кипар                | 13,94    | КВ      |
| 8.    | 2     | 2     | Џејмс Гладман      | Уједињено Краљевство | 14,02    | кв      |
| 9.    | 1     | 6     | Хасане Фофана      | Италија              | 14,05    |         |
| 10.   | 2     | 6     | Кирил Невдах       | Русија               | 14,10    |         |
| 11.   | 1     | 3     | Милан Ристић       | Србија               | 14,12    | ЛР      |
| 12.   | 2     | 5     | Петр Пењаз         | Норвешка             | 14,17    |         |
| 13.   | 2     | 8     | Педро Гарсија      | Шпанија              | 14,20    |         |
| 14.   | 2     | 1     | Себастијан Барти   | Немачка              | 14,21    |         |
| 15.   | 1     | 1     | Јуси Канерво       | Финска               | 14,35    |         |
| 16.   | 1     | 2     | Самуел Ремедиос    | Португалија          | 14,88    |         |

### Финале
Такмичење је одржано 13. јула 2013. године у 20:40.
Ветар: -0,4 м/с.
| Место | Атлетичар          | Земља                | Резултат | Белешка |
| ----- | ------------------ | -------------------- | -------- | ------- |
|       | Симон Краус        | Француска            | 13,55    | ЛР      |
|       | Коен Смет          | Холандија            | 13,58    | ЛР      |
|       | Грегор Трабер      | Немачка              | 13,66    |         |
| 4.    | Владимир Вукичевић | Норвешка             | 13,74    |         |
| 5.    | Џејмс Гладман      | Уједињено Краљевство | 13,75    |         |
| 6.    | Дарио Де Боргер    | Белгија              | 13,79    | ЛРС     |
| 7.    | Александр Лињик    | Белорусија           | 13,82    |         |
| 8.    | Милан Трајковић    | Кипар                | 14,22    |         |